# Star Legends: The Blackstar Chronicles
 (juillet 2021).
Si vous disposez d'ouvrages ou d'articles de référence ou si vous connaissez des sites web de qualité traitant du thème abordé ici, merci de compléter l'article en donnant les références utiles à sa vérifiabilité et en les liant à la section « Notes et références ».
Star Legends: The Blackstar Chronicles est un MMO mobile en 3D réalisé par Spacetime Studios, créateurs de la populaire application iOS et Android : Pocket Legends,.

## Gameplay
Star Legends est un CORPG (Co-Operative Role-Playing Game) basé sur des missions, similaire dans sa conception au MMO CORPG Guild Wars. Les Chroniques de Blackstar font référence au contenu épisodique de Star Legends : l'histoire du jeu est divisée en une série de chapitres disponibles sous forme de mises à jour fréquentes, que les joueurs peuvent télécharger et acheter in-app pour poursuivre la progression de leur personnage et l'exploration de l'univers de Fantasy-Sci Fi de Star Legends.
Chaque niveau est choisi à partir d'un menu central de jeux actuellement accessibles à chaud, hébergés par d'autres joueurs, ou d'une option permettant d'héberger une mission nouvellement créée par le joueur. Chaque mission consiste en un niveau instancié qui peut accueillir de 1 à 5 joueurs simultanément, pour un jeu solo ou coopératif en ligne. Chaque mission contient plusieurs sous-niveaux conçus autour d'un thème commun de l'histoire et du monde des Chroniques de Blackstar, tous hébergés par un seul serveur avec plusieurs versions de niveaux (limite de 5 joueurs) et de zones sociales (limite de 25 joueurs) fonctionnant simultanément. Les fonctionnalités MMO standard comprennent : Chat global, liste d'amis et échange d'objets virtuels par exemple.
Le mode histoire coopératif est un RPG Joueur contre environnement (PvE) basé sur des missions. Les joueurs jouent le rôle de corsaires de l'espace (avatars) qui forment des équipes coopératives et acceptent des missions impliquant différents objectifs tels que le nettoyage de niveaux d'extraterrestres contrôlés par l'IA, la navigation dans des contenus générés de manière aléatoire et la résolution d'énigmes environnementales, tout en faisant progresser leurs niveaux, leurs compétences et leur équipement pour les aider à explorer des niveaux plus difficiles répartis dans l'ensemble de l'univers des Chroniques de Blackstar,.
Le mode corsaire contre corsaire est un mode joueur contre joueur : (PvP) dans lequel différentes équipes de corsaires (joueurs) s'affrontent dans des arènes instanciées, séparées du jeu PvE principal.
Combat au sol : Le combat utilise une interface graphique de système de ciblage tactile comme celle utilisée dans Pocket Legends pour que les joueurs puissent se déplacer, activer des compétences et cibler des ennemis IA. Les obstacles environnementaux incluent : La résolution d'énigmes en détruisant ou désactivant des sentinelles à tourelle de flamme, en ouvrant des portes fermées, en piratant des terminaux informatiques ou en actionnant des interrupteurs dans le bon ordre. Les combinaisons de compétences spécifiques à chaque classe impliquent des combinaisons intra/interclasses/chronométrages permettant aux joueurs de maximiser leurs dégâts grâce au travail d'équipe et à la communication. Le niveau des joueurs se mesure principalement à l'amélioration de leur équipement, à l'ajout de nouvelles compétences et de bonus statistiques, ainsi qu'à l'atteinte du niveau minimum requis pour accéder à des niveaux plus élevés et plus difficiles et poursuivre les options de l'histoire qui se ramifie,.
Combat spatial : Selon une récente interview de Gary Gattis avec MMORPGitalia : « Pas au lancement, mais le moteur le supporte. Le ciel est la limite. », ce qui indiquerait que cette fonctionnalité, possible grâce au moteur Spacetime, ne sera pas disponible au lancement. 

## Histoire du jeu
Au 41e siècle, la guerre et la destruction sévissent dans les étoiles lointaines de la galaxie entre quatre races différentes : Les humains futuristes de la United Colonies Defense Force et leurs alliés robotiques connus sous le nom de Mode, ainsi que les démoniaques aliens Scorn et les Riven, des nécro-cyborgs ressuscités par les Scorn comme alliés.
Des rumeurs circulent selon lesquelles l'équipage de l'UCS Blackstar a découvert une nouvelle présence extraterrestre sur une colonie voisine. Voyant une occasion de faire un profit rapide, d'innombrables corsaires (humains et modes) se jettent dans l'action pour se tailler un destin parmi les étoiles dans l'espoir de faire fortune et renommée, peut-être au prix de leur vie contre des essaims d'aliens, des environnements hostiles et entre eux. 

## Historique du développement
En mars 2006, Spacetime Studios (STS) a conclu un contrat de développement avec l'éditeur de MMO NCSoft pour concevoir un MMO pour PC basé sur une nouvelle propriété intellectuelle appelée Blackstar. En janvier 2008, NCSoft a annulé son contrat d'éditeur, invoquant un changement de conditions économiques et de stratégie de portefeuille. En 2009, Spacetime Studios a commencé à faire des recherches sur le développement de jeux sous le nom de Clockrocket Games pour la nouvelle plateforme iOS sur l'iPhone. Le développement a commencé sur un nouveau MMO mobile appelé Pocket Legends. L'accueil positif de leur premier titre a conduit STS à annoncer le redéveloppement de Blackstar pour la suite d'appareils mobiles iOS et Android, le 10 février 2011.

## Exigences techniques
Star Legends est un jeu en ligne qui nécessite une connexion Internet par Wi-Fi ou haut débit mobile (EDGE, 3G et 4G). La plupart des spécifications des smartphones et tablettes iOS et Android utilisant une interface graphique tactile multi-touch sont compatibles. Star Legends utilise un seul serveur multiplateforme pour héberger tous les jeux, dans le monde entier. 

## Prix et production
Star Legends est une application à télécharger gratuitement qui utilise des micro-transactions, c'est-à-dire le modèle de tarification « Freemium », commercialement dominant, que l'on trouve dans d'autres applications de jeux sociaux. En outre, un client PC-Windows est géré en interne par les développeurs, mais il n'est pas prévu de le vendre au détail tant que les garanties de sécurité en ligne contre le hacking sur cette plate-forme et une stratégie commerciale rationalisée ne seront pas résolues.
Le développement et la production exceptionnellement longs de la propriété intellectuelle de Blackstar comprennent plus de 250 000 mots écrits pour l'histoire et la narration et plusieurs années d'art conceptuel par l'ancien directeur visuel de Blackstar, David Levy (qui a ensuite travaillé sur le remake cinématographique Tron : L'Héritage). Le développement de Blackstar a commencé en 2006 et devrait être achevé au deuxième trimestre 2011, comme le résume Gary Gattis, PDG de STS : « La conception de la production et la qualité générale de Blackstar seront inégalées dans le domaine des jeux mobiles. Nous avons été en mesure de nourrir la propriété intellectuelle jusqu'à son potentiel maximal grâce à des années de développement - un luxe jamais vu dans le domaine des jeux mobiles ». 